# Melanchra contraria
Melanchra contraria là một loài bướm đêm trong họ Noctuidae.